# Anindya Kusuma Putri
 (août 2024).
Anindya Kusuma Putri née le 3 février 1992 à Semarang est une mannequin et actrice indonésienne qui a remporté le titre de Puteri Indonesia 2015.
Elle a représenté l'indonésie au concours de Miss Univers 2015. Elle est la quatrième indonésienne et la deuxième Javanaise.